# 白山村 (岩手県)
白山村（しらやまむら）は、昭和30年（1955年）まで岩手県胆沢郡にあった村。現在の奥州市前沢白山にあたる。

## 地理
- 河川：北上川

## 沿革
- 明治8年（1875年）10月17日 - 水沢県による村落統合にともない、六日入村と下姉体村が合併して白山村となる。
- 明治22年（1889年）4月1日 - 町村制施行にともない、白山村のうち旧六日入村域と稲置村のうち旧上麻生村域が合併して新制の白山村が発足（旧下姉体村域は姉体村へ）。
- 昭和30年（1955年）4月1日 - 前沢町・古城村および東磐井郡生母村と合併し、新制の胆沢郡前沢町となる。

## 行政
- 歴代村長

| 代 | 氏名         | 就任                      | 退任                       | 備考 |
| -- | ------------ | ------------------------- | -------------------------- | ---- |
| 1  | 佐々木勝一郎 | 明治22年（1889年）4月     | 明治23年（1890年）1月      |      |
| 2  | 吉田亀吉     | 明治23年（1890年）2月     | 明治27年（1894年）2月      |      |
| 3  | 鈴木亀三郎   | 明治27年（1894年）3月     | 明治31年（1898年）3月      |      |
| 4  | 佐藤源左衛門 | 明治31年（1898年）6月     | 明治33年（1900年）4月      |      |
| 5  | 鈴木喜太郎   | 明治33年（1900年）4月26日 | 明治37年（1904年）4月25日  |      |
| 6  | 大久保哲治   | 明治37年（1904年）6月15日 | 明治41年（1908年）6月15日  |      |
| 7  | 鈴木長雄     | 明治41年（1908年）8月24日 | 明治44年（1911年）7月24日  |      |
| 8  | 鈴木市平     | 明治44年（1911年）8月4日  | 大正4年（1915年）8月3日    |      |
| 9  | 佐々木勝一郎 | 大正4年（1915年）9月17日  | 大正8年（1919年）9月16日   | 再任 |
| 10 | 千葉信太郎   | 大正8年（1919年）11月27日 | 大正11年（1922年）11月16日 |      |
| 11 | 佐々木重之助 | 大正12年（1923年）4月2日  | 昭和2年（1927年）4月1日    |      |
| 12 | 吉田亀一郎   | 昭和2年（1927年）4月9日   | 昭和8年（1933年）4月8日    |      |
| 13 | 佐藤勘左衛門 | 昭和8年（1933年）5月2日   | 昭和12年（1937年）5月1日   |      |
| 14 | 及川雄一郎   | 昭和12年（1937年）5月2日  | 昭和16年（1941年）5月1日   |      |
| 15 | 鈴木儀一郎   | 昭和16年（1941年）5月3日  | 昭和20年（1945年）5月2日   |      |
| 16 | 鈴木金七     | 昭和20年（1945年）5月23日 | 昭和22年（1947年）3月31日  |      |
| 17 | 鈴木喜一     | 昭和22年（1947年）4月5日  | 昭和30年（1955年）3月31日  |      |